# Lütz
Lütz là một đô thị thuộc huyện Cochem-Zell, bang Rheinland-Pfalz, Đức. Đô thị này có diện tích 5,47 ki-lô-mét vuông.